# Branislav Škripek
Branislav Škripek, né le 30 août 1970 à Piešťany, est un homme politique slovaque, membre de Les Gens ordinaires et personnalités indépendantes (OĽaNO).